# Sikkerhedsrepræsentant
En sikkerhedsrepræsentant er en arbejdsgivers samarbejdsparter. Formålet med en sikkerhedsrepræsentant er at rådgive arbejdsgiveren i udarbejdelsen af virksomhedens arbejdsmiljøhandlingsplan. Alle virksomheder med over 10 medarbejdere skal have valgt en sikkerhedsrepræsentant. Det er medarbejdernes opgave at vælge en person som skal være sikkerhedsrepræsentant, dog skal personen have arbejdet for virksomheden i mere end et år samt gennemgå en lovpligtig uddannelse betalt af virksomheden.  
Opgaver:
"... sammen med arbejdsgiver/arbejdsleder har en kontrolfunktion, hvor man kontrollerer, om arbejdsforholdene er sikkerheds- og sundhedsmæssigt fuldt forsvarlige."